# Schietpartij in Dayton op 4 augustus 2019
Op 4 augustus 2019 vond een schietpartij plaats nabij Ned Peppers Bar in Dayton in de Amerikaanse staat Ohio. De toen 24-jarige dader Connor Betts was inwoner van de stad Bellbrook die deel uitmaakt van de Dayton metropolitan area. Gewapend met een op de AR-15 gebaseerde AM-15 semiautomatisch geweer schoot hij in minder dan 30 seconden 41 patronen af waarbij negen doden en 17 gewonden vielen. Tien personen raakten om andere redenen gewond. Een van de dodelijke slachtoffers was zijn zus. Toevallig aanwezige agenten arriveerden 20 seconden nadat de schietpartij startte. Zij raakten in een vuurgevecht met Betts die daarbij dodelijk getroffen werd.
Uit een huiszoeking bleek dat Betts geïnteresseerd was in schietpartijen. Hij had voornemens geuit om er zelf een te starten. Betts had linkse sympathieën en sprak via Twitter zijn steun uit voor de linkse antifascistische en antiracistische politieke beweging antifa.
Bij de lijkschouwing van de dader werden sporen van cocaïne, antidepressiva en alcohol in zijn bloed aangetroffen. Hij bleek door 24 politiekogels te zijn geraakt.